# Luigi's Mansion
Luigi's Mansion (ルイージマンション?, Ruīji Manshon) è un videogioco d'avventura dinamica sviluppato e pubblicato da Nintendo, primo capitolo della serie "Luigi's Mansion". È il titolo di lancio per GameCube ed è il primo gioco del franchise di Mario ad essere pubblicato per la console. Nel 2018 è stato commercializzato un remake del videogioco per Nintendo 3DS.
Per la seconda volta Luigi è il protagonista (la prima volta è stata in Mario Is Missing!, uscito 10 anni prima). La trama racconta di Mario che è stato rapito dai Boo; essendo fantasmi, Luigi è munito di un aspiratutto e di un "Game Boy Horror" donatogli dal Professor Strambic. La sua missione consiste nel disinfestare le 58 stanze del palazzo e liberare il fratello dopo aver sconfitto il boss Re Boo. Nella maggior parte delle stanze vi sono chiavi nascoste; ci sono varie stanze chiuse a chiave, ma ci sono anche stanze false che sono visibili solo con il Game Boy Horror, le porte delle quali sono in realtà delle trappole.

## Trama
Luigi scopre di aver vinto una villa in un concorso a cui non ha partecipato, e chiama suo fratello Mario per farglielo sapere, poi decidono di darsi appuntamento nel palazzo, situato nella Selva Boo.
Dopo aver raggiunto il palazzo, Luigi, non trovando il fratello, entra dentro con solo la sua torcia, e scopre che il posto è infestato dai fantasmi, e quel che è peggio, lui ha paura dei fantasmi, soffrendo infatti di phasmofobia. Viene così attaccato da un fantasma, ma incontra uno scienziato che studia i fantasmi, il Professor Strambic, che lo salva. I due si rifugiano poi in un bunker e lì Luigi scopre che Mario era venuto prima ad esplorare la villa, ma nonostante Strambic lo abbia in precedenza visto e avvertito di non entrare, non lo ha ascoltato ed è entrato senza dire niente, e da allora non è più tornato. Il Professor Strambic gli insegna a usare come arma contro i fantasmi una sua invenzione: il Poltergust 3000, un aspirapolvere portatile capace di risucchiare i fantasmi, e gli dà il Game Boy Horror, parodia del Game Boy Color, per la mappa della magione e per le comunicazioni. Deciso a trovare suo fratello nonostante la sua phasmofobia, Luigi non ha altra scelta che cacciare i vari spettri nel palazzo, incontrando anche quattro Toad inviati dalla Principessa Peach per cercare Mario, ma finisce accidentalmente per liberare 50 Boo che si sparpagliano nel palazzo, tra cui Boolosso, composto da quindici Boo. Nel corso dell'esplorazione, Luigi incontra una veggente fantasma, Madame Claravista, che gli spiega che Mario è vivo e accetta di aiutarlo a trovarlo se trova oggetti da lui persi. Arrivato al fondo di un pozzo, Luigi trova Mario, ma scopre che è intrappolato in un quadro e perciò dovrà disinfestare tutte le aule della villa per salvare il fratello, di cui trova cinque oggetti da lui persi: il cappello, una lettera che lo avverte di stare attento ai Boo, una Stella, una scarpa e un guanto, sconfiggendo molti fantasmi e intrappolandoli in dipinti per il Professor Strambic e trovando anche tutti i Boo, e parlando con Madame Claravista, scopre che dietro tutto questo c'è Re Boo, e Bowser sembra avere a che fare con il tutto. Arrivato all'altare segreto, Luigi si imbatte in Re Boo, che lo fa finire dentro il quadro e lo affronta usando un'armatura simile a Bowser, ma l'uomo in verde lo sconfigge e salva Mario. Al bunker, il professor Strambic imprigiona Re Boo in un quadro, mentre Mario viene liberato dal dipinto, e dopo che lui torna normale, Luigi si mette a piangere dal ridere per le condizioni ridicole in cui lo trova: intontito e con la cornice ancora attorno al collo. Essendo un'illusione creata da Re Boo, il palazzo scompare, ma il Professor Strambic, per ringraziare Luigi, usa i soldi da lui ottenuti durante le sue peripezie per costruirgli un nuovo palazzo.

## Gli elementi
Gli elementi si presentano sotto forma di spiritelli pacifici di acqua, fuoco e ghiaccio. Luigi può aspirarli per poi servirsene per attaccare i nemici o per scoprire tesori e attivare meccanismi nelle stanze. Perché compaiano gli elementi, è necessario trovare i medaglioni elemento sparsi per il palazzo. Il medaglione elemento del fuoco si trova nella stanza adiacente alla Stanza della Veggente (Piano Terra), quello dell'acqua si trova nella Cucina (Piano Terra) e quello del ghiaccio si ottiene nella Sala del Tè (1P). Dalle candele e dalle torce Luigi può aspirare il fuoco, da lavandini e fontane l'acqua, da frigoriferi e scantinati il ghiaccio. I fantasmi elemento non causano alcun danno ma bisogna fare attenzione se si è nei paraggi del fuoco del Tetto, del frigorifero in Cucina (Piano Terra) o del secchio ghiacciato nella Sala da the (1P).

## Game Boy Horror
Il Game Boy Horror è un prezioso congegno ideato dal Professore. Ha varie funzioni:
- Permette a Luigi di osservare in prima persona l'ambiente che lo circonda e di dargli informazioni su oggetti e fantasmi. Certe volte Luigi commenterà. Puntando l'attenzione sugli specchi della casa, Luigi verrà teletrasportato sempre nell'atrio.
- Funge da mappa del palazzo, indicando le stanze chiuse a chiave, quelle completate e quelle accessibili.
- Può indicare la presenza dei Boo nelle stanze e dove sono nascosti
- Funge da inventario, indicando i soldi, le gemme e i fantasmi posseduti da Luigi.

## Accoglienza
Luigi's Mansion ricevette recensioni generalmente positive dalla critica: vennero apprezzati la grafica e soprattutto il gameplay e i suoni, mentre venne principalmente criticata la mancanza di longevità, poiché il gioco era ritenuto troppo breve, anche se alcuni notarono che almeno non rendeva l'audio e il gameplay troppo stancanti, e il gameplay stesso è definito ripetitivo da alcuni, come IGN.
Luigi's Mansion è stato il titolo di lancio più di successo della Gamecube: nella prima settimana vendette più di Super Mario 64 nello stesso periodo. Attualmente è il quinto gioco più venduto per Gamecube negli Stati Uniti e il quarto più venduto in assoluto per la console, con circa 3,6 milioni di copie vendute, tra cui oltre 2 milioni negli Stati Uniti, anche se le vendite in Giappone sono state deludenti, con solo circa 350 000 copie vendute.

## Sequel
All'E3 2011, il 7 giugno, Nintendo ha annunciato l'uscita nel 2013 di Luigi's Mansion 2, seguito di Luigi's Mansion per Nintendo 3DS. Luigi avrà ancora a disposizione il Poltergust 5000, che gli permette di aspirare ectoplasmi, oggetti, monete, banconote, carte da parati, tovaglie e poster, in modo da rivelare aree precedentemente inaccessibili.
Inoltre, per poter proseguire nel gioco, si dovranno risolvere degli enigmi, recuperare forzieri e tesori nascosti e affrontare fantasmi diversi per ogni villa.
Nel Nintendo Direct del 14 settembre 2018, Nintendo ha annunciato l'uscita di Luigi's Mansion 3 per Nintendo Switch. Luigi se la vedrà ancora contro Re Boo, che è riuscito a catturare tutti i suoi amici nell'Hotel Miramostri.